# Vértes Volán
A Vértes Volán Komárom-Esztergom megyében látta el a helyközi tömegközlekedést, valamint helyi járatokat üzemeltetett Ácson, Dorogon, Esztergomban, Komáromban, Oroszlányon, Tatán és Tatabányán 2014. december 31-ig. Jogutódja a KNYKK Középnyugat-magyarországi Közlekedési Központ lett 2015. január 1-től.

## Története
A mai Komárom-Esztergom megye területén a II. világháború előtt több kisebb magánvállalkozás végezte a személyszállítást. Tatabánya területén Puppi István magánvállalkozó, Tata környékén Hargitai és társa, Kvitt Aurél vállalkozók, Esztergom környékén a Budapestkörnyéki Autóközlekedési Rt. (BART) valamint Léczfalvy Bodor Zoltán magánvállalkozó buszai közlekedtek. Távolsági buszközlekedést az 1927-ben megalakult Magyar Vasutak Autóbuszközlekedési Rt. (MAVART) végezte. 1935-ben a MAVART-ot a MÁV saját szervezetébe integrálta, megalakítva a Magyar Államvasutak Közúti Gépkocsi Üzeme (MÁVAUT).
A II. világháború után az új várossá egyesült Tatabánya első tömegközlekedési eszköze egy háborúból megmaradt, fatüzelésű Opel Blitz busz lett. Ezt két Rába autóbusszal kiegészítve 1948. március 19-én megalakult Ravasz Gyula vezetésével a Tatabányai Gépkocsiközlekedési Vállalat, melynek székhelye felsőgallai vasutállomás közelében lévő Széchenyi utca 18 alatt volt. A járatok a vasútállomásról indultak és a Kórházig (1 Ft-os menetjeggyel), a Kirendeltségig (1,50 Ft-os menetjeggyel), illetve az Erőműig (2 Ft-os menetjeggyel) közlekedtek.
A cég jogelődje egy 1948-as törvény alapján a MÁV-ról leválasztott MÁVAUT Autóközlekedési Nemzeti Vállalat volt, melybe 1951-ben a Tatabányai Gépkocsiközlekedési Vállalat is beleolvadt. Ezt az 1950-es évek elején a TEFU Nemzeti Vállalattal összevonták, és így 1953-ban megalakult a 67. sz. Autóbuszközlekedési Vállalat (AKÖV), mely a Győri Autóközlekedési Igazgatóság (AKIG) irányítása alá tartozott. A vállalat többszöri átalakulással előbb 18. sz. AKÖV, majd 1971-ben 18. sz. VOLÁN Vállalat lett.
Tatabányán a helyi járatok kiszolgálását 20 db Ikarus 30-as végezte eredetileg egy, majd két vonalon. Megindultak a helyközi járatok is Tatabánya–Tarján–Héreg, valamint Tatabánya–Oroszlány irányokban. 1957-ben megnyitották az oroszlányi telephelyet is.
Esztergom és Dorog környékének közlekedését a budapesti 16. sz. AKÖV irányította. 1958-ban új telephelyet építettek Dorogon, ami az akkori idők országosan legkorszerűbb és legszervezettebb ilyen célú intézménye volt. Akkoriban 90 autóbusz tartozott ide.
A cég a többi társaság átlagához képest jobban fejlődött, már 1976-ban számítógéppel tervezték a menetrendeket.
1984-ben megszűnt a VOLÁN Tröszt, melynek szerepét később a ma is működő Volán Egyesülés vette át. 1985-ben ismét átalakult a társaság, ekkor vette fel a VOLÁN 18. sz. Vállalat Tatabánya nevet, majd 1993-ban vált társasággá, neve Vértes Volán Autóbuszközlekedési Zártkörűen Működő Részvénytársaság lett.
Tatabányán 2007-ben adták át az újonnan épült Vértes Center alsó szintjén, a vasútállomás szomszédságában az új autóbusz-pályaudvart, ezzel kiváltva a Győri út északi végén 1975-ben átadott állomást, ez egyrészt megteremtette a közvetlen kapcsolatot a vasúttal, másrészt viszont átalakította a megszokott járatrendszert.
2015. január 1-én összeolvadt az Alba Volánnal Középnyugat-magyarországi Közlekedési Központ Zártkörűen Működő Részvénytársaság néven.

## Járműpark
A részvénytársaság körül-belül kb. 316 autóbusszal rendelkezett, túlnyomó részt Ikarus autóbuszok, ezen kívül jelentős számú Credo, valamint néhány Volvo, Rába Contact, Mercedes O405G és Tourismo, 2 Scania Irizar valamint 1-1 MAN SL283 és VW kisbusz alkották a flottáját.

## Érdekességek

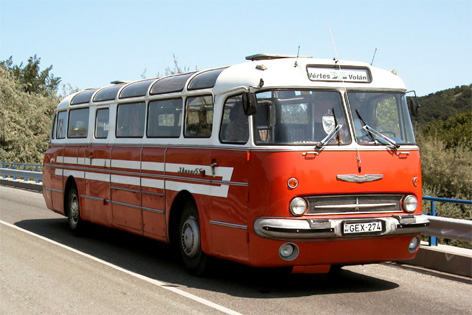
A Vértes Volán Ikarus 55-öse

A Vértes Volán rendelkezett az egyik legszebben felújított, ma is működőképes Ikarus 55-ös autóbusszal.

## Helyi járatok

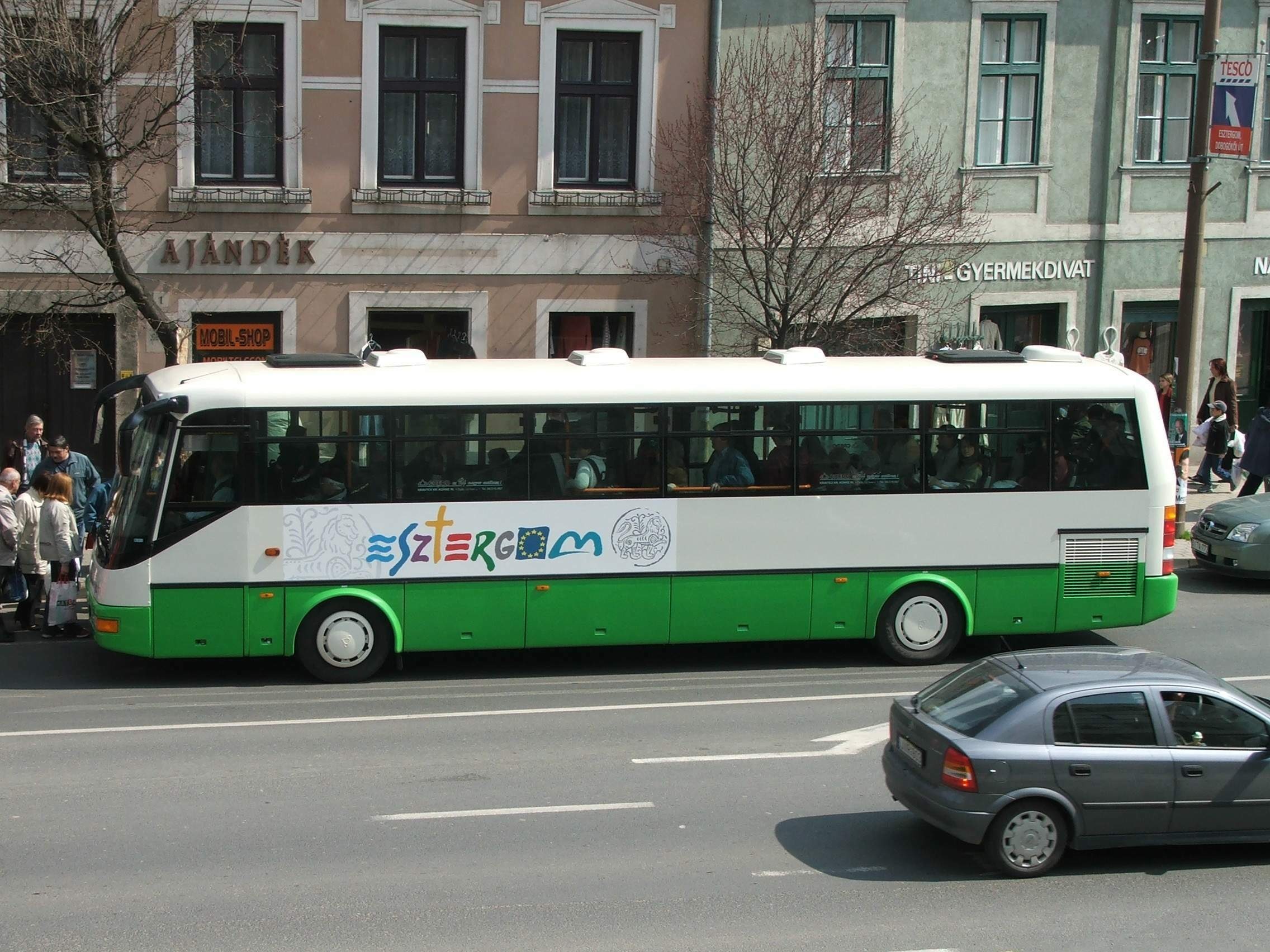
Helyi járat Esztergomban

A Vértes Volán helyi járatokat közlekedtetett a következő településeken:
- Ács (Helyközi járatokkal)
- Dorog
- Esztergom
- Komárom
- Oroszlány
- Tata
- Tatabánya (a város tömegközlekedési rendszere)

## Külső hivatkozások
- A Vértes Volán Zrt. hivatalos oldala
- A Középnyugat-magyarországi Közlekedési Központ hivatalos oldala